# فراينسهايم
إفرَينسهَيم (بالألمانية: Freinsheim) (نقحرة: فراينزهايم) هي بلدة ألمانية تقع في ألمانيا في راينلند بالاتينات.  يقدر عدد سكانها بـ 4,935 نسمة .

## أعلام
- غوتفريد ويبر
- فيليب لورينز جيجير